# Live in Berlin, 1962
Live in Berlin, 1962 – koncertowy album amerykańskiego muzyka Raya Charlesa, wydany w 1996 roku. Składa się on z wcześniej niepublikowanego materiału, zarejestrowanego podczas występu Charlesa w Berlinie w 1962 roku. Na scenie muzykowi towarzyszyli David „Fathead” Newman i Hank Crawford, a także The Raelettes.
Na płycie znajdują się takie standardy Raya, jak m.in. „One Mint Julep”, „I Got a Woman”, „Georgia on My Mind”, „Hallelujah, I Love Her So”, „I Believe to My Soul”, „Hit the Road Jack”, „Unchain My Heart” oraz „What’d I Say”.

## Lista utworów
1. „Band Intro”
2. „Strike up the Band”
3. „One Mint Julep”
4. „I Got a Woman”
5. „Georgia on My Mind”
6. „Margie”
7. „Danger Zone”
8. „Hallelujah, I Love Her So”
9. „Come Rain or Come Shine”
10. „Hide nor Hair”
11. „Alexander’s Ragtime Band”
12. „I Believe to My Soul”
13. „Hit the Road Jack”
14. „Night Time Is the Right Time”
15. „Bye Bye Love”
16. „Unchain My Heart”
17. „What’d I Say”